# 凉州府
凉州府，清朝时设置的府。
雍正二年（1724年）升凉州卫置，治所在武威县（今甘肃省武威市）。考评：冲，繁，疲，难，下领一厅（庄浪厅），五县：武威县、镇番县、永昌县、古浪县、平番县。辖境相当今甘肃省武威、永昌、金昌、民勤、天祝、古浪、永登等市县。辛亥革命后，全国废府。